# Савино (Никольский район)
Савино — деревня в Никольском районе Вологодской области.
Входит в состав Кемского сельского поселения (с 1 января 2006 года по 1 апреля 2013 года входила в Верхнекемское сельское поселение), с точки зрения административно-территориального деления — в Верхнекемский сельсовет.
Расстояние по автодороге до районного центра Никольска — 69,5 км, до центра муниципального образования посёлка Борок — 19,5 км. Ближайшие населённые пункты — Всемирская, Макаровский, Красавино.
По данным переписи в 2002 году постоянного населения не было.